# Gainbridge Fieldhouse
Gainbridge Fieldhouse é uma arena coberta localizada em Indianápolis, Indiana. Foi inaugurada em novembro de 1999 para substituir a Market Square Arena. A arena é a casa do Indiana Pacers da National Basketball Association e do Indiana Fever da Women's National Basketball Association. O Fieldhouse também hospeda jogos de basquete universitário (incluindo os torneios anuais da Big Ten Conference), concertos internos e hóquei no gelo.
Foi originalmente chamado de Conseco Fieldhouse, já que os naming rights do local foram vendidos para a Conseco, uma organização de serviços financeiros com sede em Carmel. Em maio de 2010, a empresa renomeou-se como CNO Financial Group, mas o nome Conseco foi mantido pelo Fieldhouse. Em dezembro de 2011, o CNO Financial Group mudou o nome do Fieldhouse para Bankers Life Fieldhouse, em homenagem a uma de suas subsidiárias, a Bankers Life and Casualty. O Fieldhouse anunciou em 13 de março de 2018 que a CNO havia decidido não renovar seu patrocínio de nomeação que expirou em 30 de junho de 2019.
Em abril de 2019, um grande projeto de renovação para o Fieldhouse foi aprovado pelo Conselho de Melhoria de Capital do Condado de Marion. O projeto de US $ 360 milhões inclui uma nova praça de entrada ao ar livre, novas áreas de reunião internas e várias outras melhorias. Como parte do acordo de renovação, os Pacers se comprometeram a permanecer em Indianápolis por pelo menos mais 25 anos. A construção será realizada em duas fases, com o Fieldhouse planejando sediar o All-Star Game da NBA de 2021 entre as fases, que foi posteriormente cancelado devido à pandemia de COVID-19.
A arena foi construída para evocar uma escola e faculdade de Indiana. Como tal, ao contrário da maioria das outras arenas esportivas norte-americanas, foi projetado principalmente para o basquete. A arena pode acomodar uma quadra do tamanho da NHL, mas a capacidade para público no hóquei no gelo é reduzida para 12.300 em uma configuração assimétrica.

## Eventos
O primeiro jogo da NBA realizado no Gainbridge Fieldhouse foi em 6 de novembro de 1999, quando o Indiana Pacers jogou sua estreia em casa na temporada regular contra o Boston Celtics. Mais tarde na mesma temporada, os Pacers chegou às finais da NBA contra o Los Angeles Lakers. Os jogos 3, 4 e 5 dessa série foram disputados no Gainbridge Fieldhouse, mas os Pacers acabaram perdendo o título daquela temporada por quatro jogos a dois.
Em 2000, o Gainbridge Fieldhouse também foi o local para as finais da Ray Miron President's Cup de 2000. O Indianapolis Ice venceu a série contra o extinto Columbus Cottonmouths por 4-3.
Alguns dos jogos do Campeonato Mundial de Basquetebol Masculino de 2002 foram disputados no Gainbridge Fieldhouse, incluindo as semifinais e a final.
Em 2009, o Gainbridge Fieldhouse foi o local das finais da WNBA de 2009. O Indiana Fever enfrentou o Phoenix Mercury nos jogos 3 e 4 dessa série, mas acabou perdendo a série. Três anos depois, o Fever sediou as finais da WNBA de 2012 para os jogos 3 e 4 e venceu o Minnesota Lynx.
O Gainbridge Fieldhouse é um local anfitrião para muitos eventos diferentes, além dos jogos em casa dos Pacers e dos Fever. De 2002 a 2007, o local serviu como local para o Torneio de Basquete Masculino da Big Ten Conference em anos pares, enquanto o torneio foi realizado no United Center em Chicago em anos ímpares. Em 2008, o torneio foi transferido para o Bankers Life Fieldhouse exclusivamente por cinco anos, até 2012. A arena também é um local frequente do Torneio de Basquete Feminino da Big Ten Conference. 2012 marcou a 12ª vez em 13 anos que o torneio foi realizado no Fieldhouse. Em 5 de junho de 2011, a Big Ten Conference anunciou que, a partir de 2013, a localização de ambos os torneios de basquete da conferência nos quatro anos seguintes seria alternada entre a área de Chicago e Indianápolis. O Bankers Life Fieldhouse seria novamente o local para eventos masculinos e femininos em 2014 e 2016. A Final Four Feminina da NCAA de 2011 também foi realizada no Fieldhouse em 3 de abril e 5 de abril de 2011. 
O Indiana Firebirds da Arena Football League jogou no Fieldhouse de 2001 a 2004 e o Indianapolis Ice da Central Hockey League também jogou no Fieldhouse de 1999 a 2004. O local também sediou jogos selecionados do Indiana Ice do United States Hockey League.
Os Professional Bull Riders trouxeram seu tour da Built Ford Tough Series, agora conhecido como Unleash the Beast Series, para o Fieldhouse pela primeira vez em janeiro de 2011. Foi sua segunda visita a Indianápolis; eles visitaram Indianápolis pela primeira vez durante a temporada de 2004, quando realizaram um evento no RCA Dome.
O Gainbridge Fieldhouse é uma das muitas salas de concerto na cidade de Indianápolis. Em 11 de março de 2019, o Metallica estabeleceu um novo recorde de público no local com 18.274 fãs no local. O recorde anterior era de Billy Joel com 16.594.

### Torneio da NCAA
O Gainbridge Fieldhouse foi um dos locais do Torneio da NCAA de 2021. A arena também sediou os jogos da primeira e segunda rodada do torneio de 2017 e 2022.

### Torneios de ensino médio
Além de eventos profissionais, a arena também hospeda as finais estaduais IHSAA de luta livre, bem como basquete feminino e masculino. Ocasionalmente, ele também hospeda outros torneios de ensino médio.

### Luta livre
A WWE já hospedou muitos programas, como Raw e SmackDown. A WCW sediou o evento Sin em 2001.
Ele também hospedou muitos eventos PPV do WWE como o The Great American Bash em 2016, o SummerSlam de 2008, o Survivor Series de 2012 e o Clash of Champions de 2016.
O Fieldhouse é notável por ser o local de muitos momentos marcantes para o grupo de wrestling profissional The Shield, que estreou em 18 de novembro de 2012 no Survivor Series, se separou no episódio de 2 de junho de 2014 do WWE Raw e se reuniu em 9 de outubro de 2017.

### Corridas de automóveis
Em 2015, o Fieldhouse sediou o Indy Invitational, com corridas de carros midget e outlaw kart realizadas em uma pista de terra erguida no chão da arena.

### Futebol americano de arena
O Fieldhouse foi a casa do Indiana Firebirds da Arena Football League de 2001 a 2004, depois da equipe se mudar de Albany, Nova York.

## Prêmios e reconhecimentos
Em 2005 e 2006, o Gainbridge Fieldhouse foi classificado como o local número 1 na NBA de acordo com o Sports Business Journal / Sports Business Daily Reader Survey. Em 2006, o The Ultimate Sports Road Trip reafirmou o Bankers Life Fieldhouse como o melhor local em todas as 4 principais ligas esportivas. "The Ultimate Sports Road Trip concluiu recentemente uma nova pontuação e reavaliação de todas as 122 franquias nos quatro principais esportes com base em nossas visitas pessoais a cada uma das equipes em uma jornada que começou em 1998. Com base em nossos critérios, o Bankers Life Fieldhouse resistiu novamente ao escrutínio para ser eleito o "melhor dos melhores" nos quatro principais esportes. Tudo sobre o Bankers Life Fieldhouse é de primeira qualidade, um local cintilante em uma cidade cintilante", disseram Farrell e Kulyk.
Em outubro de 2004, o Fieldhouse sediou o Campeonato Mundial de Natação em Piscina Curta de 2004. Uma piscina de competição de 25 metros com 300.000 galões e uma piscina de aquecimento de 174.000 galões foram temporariamente instaladas. Um total de 71.659 ingressos foram vendidos para o evento de quatro dias. A multidão na noite de sábado, 11 de outubro de 2004, estabeleceu um recorde para a maior participação em um evento de natação dos EUA fora das Olimpíadas com 11.488 pessoas.

## Placar
Em 2012, um placar de última geração gigante foi adicionado ao Gainbridge Fieldhouse. O placar apresenta duas telas de vídeo de alta definição, cada uma medindo 15m de comprimento - estendendo-se de uma linha a outra - por 6,4m de altura. Além das telas HD em toda a extensão da quadra, o design inovador do placar retangular é limitado por uma tela de vídeo full HD 1080p de 7,6 m x 4,3 m voltada para cada linha de base. O resultado do design é uma experiência visual bastante aprimorada de quase todos os assentos do edifício. Além disso, um novo sistema de som foi instalado.

## Capacidade
| Ano           | Capacidade |
| ------------- | ---------- |
| 1999–2006     | 18,345     |
| 2006–2016     | 18,165     |
| 2016–Presente | 17,923     |